# 부가티 루아얄
부가티 타입 41(프랑스어: Bugatti Type 41)은 1927년부터 1933년까지 부가티에서 생산했던 대형 울트라 럭셔리 카이다. 축간거리는 4.3 m (169.3 in), 전체 길이는 6.4 m (21 ft)이며, 무게는 약 3,175 kg (7,000 lb)이고 12.763리터 (778 cu in)의 8기통 직렬 엔진을 사용한다. 비교하자면, 롤스로이스 팬텀 VII (2003년에서 2017년까지 생산)보다 약 20% 길고 25% 이상 무겁다. 이로 인해 루아얄은 세계에서 가장 큰 자동차 중 하나이다. 단 7대만 생산되어 가장 희귀하고 비싼 자동차 중 하나이다.
에토레 부가티는 이 자동차 25대를 제작하여 왕족에게 가장 호화로운 자동차로 판매할 계획이었지만, 대공황이 그의 노력을 무산시켰다. 제작된 7대 중 단 3대만 판매되었으며, 6대는 아직 존재하고 1대는 충돌 사고로 파괴되었다. 사용되지 않은 엔진은 프랑스 국영 철도(프랑스 국유 철도)의 새로 건설된 고속 동차에 설치되었다.

## 디자인

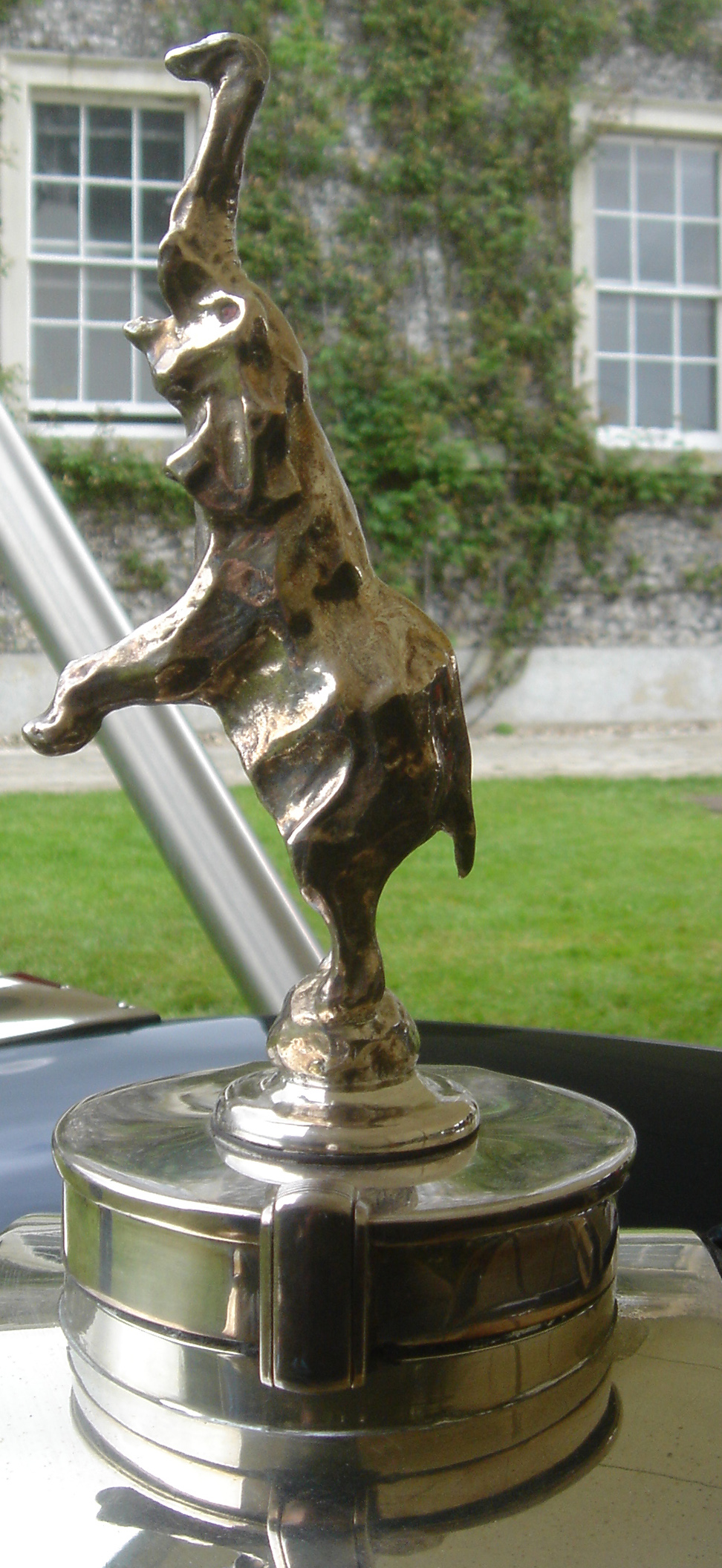
타입 41 라디에이터 캡과 코끼리 마스코트

타입 41은 알자스 자동차 제조업체인 에토레 부가티가 잉글랜드 숙녀의 발언에 불쾌감을 느껴서 제작되었다고 한다. 이 숙녀는 부가티의 자동차를 롤스로이스 리미티드의 자동차와 비교하여 부정적으로 평가했다.

### 엔진
오버헤드 캠 직렬 8기통 엔진은 프랑스 공군성을 위해 설계되었으나 생산되지 않았던 항공 엔진 설계를 기반으로 했다. 거대한 철제 블록은 일체형으로 주조되었으며 실린더 헤드가 통합되어 있었다. 약 1.4 m (4.6 ft) 길이 x 1.1 m (3.6 ft) 높이로, 물리적으로 승용차용으로 제작된 엔진 중 가장 큰 엔진 중 하나이며, 또한 12.7 l (775 cu in)으로 가장 큰 배기량을 가졌다. 각 실린더의 배기량은 당시 부가티 타입 40 투어링 카 전체 엔진보다 컸다.
 보어는 125 mm (4.9 in), 스트로크는 130 mm (5.1 in)이었으며, 중앙에 위치한 단일 오버헤드 캠샤프트에 의해 구동되는 실린더당 3개 밸브 (흡기 2개: 배기 1개)가 있었다. 단 3개의 베어링과 단일 맞춤형 기화기만 사용되었다. 출력은 1800 rpm에서 205–224 kW (275–300 hp)였으며, 토크는 875 lb·ft (1,186 N·m)였다.
엔진 밸브 연마는 정기적인 유지보수 사항이었으며, 이를 제거하려면 거대한 모노블록 엔진을 제거하고 분해해야 했다.

### 섀시
섀시는 전면에 일반적인 반타원형 리프 스프링 현가장치를 특징으로 했으며, 후면에는 전방 및 후방을 향하는 부가티 쿼터-타원 스프링이 모두 적용되었다.
소음을 줄이기 위해 알루미늄 클러치 박스는 엔진이 아닌 섀시에 부착되었고, 알루미늄 변속기는 엔진의 무게를 상쇄하기 위해 트랜스액슬로 후방에 배치되었다.
거대한 수동 제동기는 케이블 제어를 통해 기계적으로 작동되었으며, 효과적이었지만 상당한 다리 힘을 필요로 했다. 자동차의 경합금 "루 로얄" 휠은 직경 610 밀리미터 (24 in)였으며, 브레이크 드럼과 일체형으로 주조되었다.

### 제어 장치
대시보드 제어 장치는 고래뼈로 만들어졌고, 스티어링 휠은 호두 나무로 덮여 있었다.

### 차체
모든 로얄은 개별적으로 차체가 제작되었다. 라디에이터 캡은 에토레의 형제인 렘브란트 부가티의 조각품인 자세를 취한 코끼리였다.

### 성능
1926년 W. F. 브래들리가 에토레 부가티의 요청으로 오토카를 위해 실시한 도로 테스트에서 이 차량의 무게와 크기에도 불구하고 작은 부가티 스포츠카와 유사하게 고속에서 균형 잡힌 핸들링을 보였다.

## 생산
1928년 에토레 부가티는 "올해 스페인의 알폰소 국왕이 그의 루아얄을 받을 것"이라고 주장했지만, 스페인 국왕은 1931년 4월 루아얄을 인도받지 못한 채 퇴위했고, 고객을 찾은 첫 번째 차량은 1932년이 되어서야 인도되었다. 기본 섀시 가격이 3만 달러인 루아얄은 세계 경제가 1930년대 대공황으로 악화되기 시작할 무렵 출시되었다. 1929년부터 1933년 사이에 6대의 루아얄이 제작되었으며, 외부 고객에게는 단 3대만 판매되었다. 왕족을 위해 제작되었지만, 결국 어떤 왕족에게도 판매되지 않았고, 부가티는 심지어 조그 1세에게도 판매를 거부하며 "그 사람의 식탁 예절은 믿을 수 없을 정도이다!"라고 주장했다.
시제품은 1931년 사고로 파괴되었으므로, 7대의 루아얄 중 6대가 여전히 존재하며, 각 차량은 다른 차체를 가지고 있으며, 일부는 여러 번 차체가 교체되었다.

### 41100 - 쿠페 나폴레옹

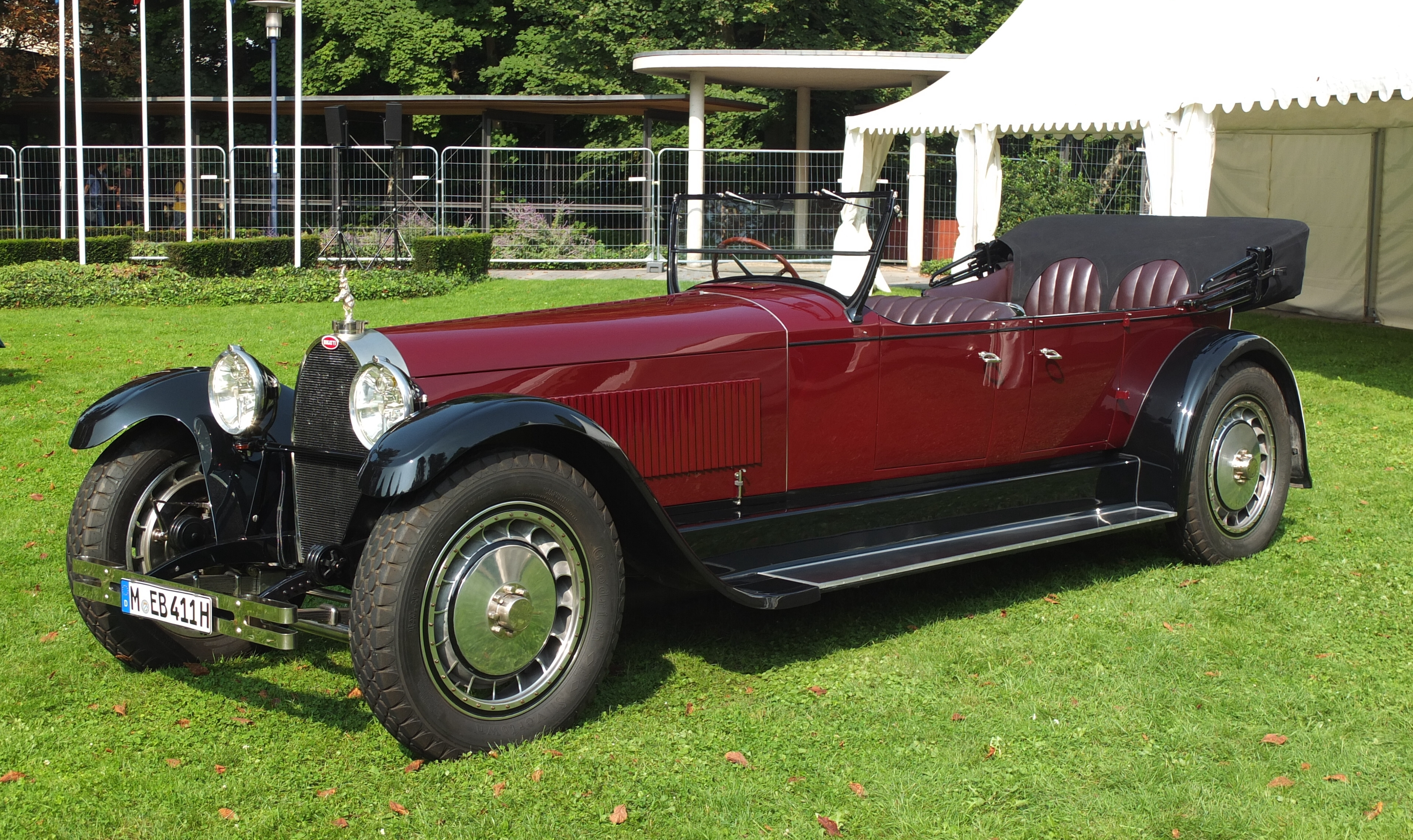
부가티 루아얄 패커드 프로토타입의 재현

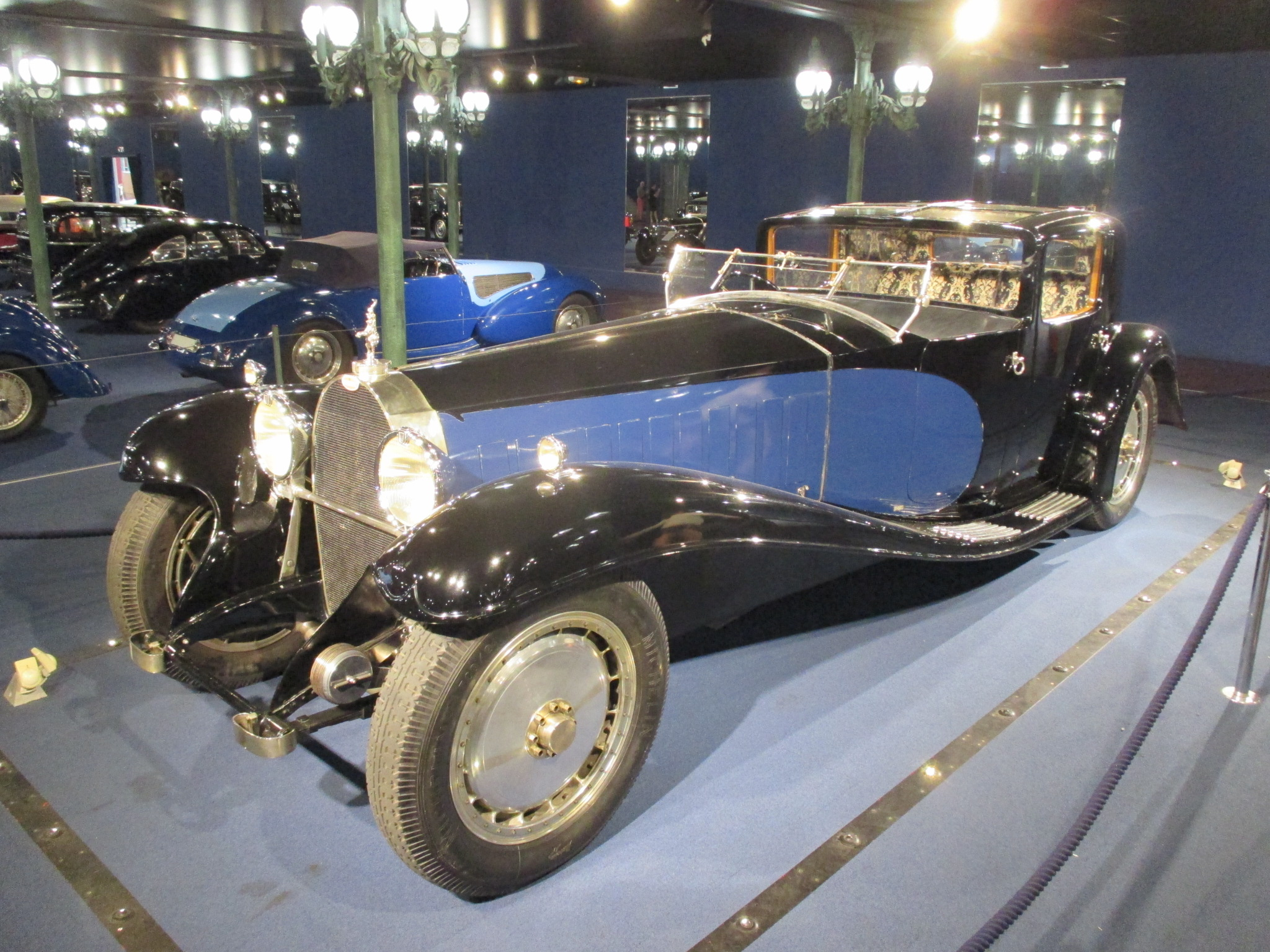
섀시 번호 41100, 쿠페 나폴레옹으로 알려져 있으며, 뮐루즈 국립 자동차 박물관에 소장되어 있다.

- 첫 번째 차량은 섀시 번호 41100으로, 현재 쿠페 나폴레옹으로 알려져 있다.
- 원래 패커드 차체를 가지고 있었다. 이후 파리 코치빌더 웨이만에 의해 2도어 고정 헤드 쿠페로 다시 제작되었다. 웨이만 차체는 에토레 부가티가 1930년 또는 1931년에 파리 (프랑스)에서 알자스로 집으로 돌아오던 중 운전대에서 잠들어 사고를 낸 후 교체되었다. 이 사고로 대대적인 재건축이 필요했다.[4]
- 제2차 세계 대전 중 나치에게 징발되는 것을 피하기 위해 부가티 가족의 에르메농빌 자택에 41141 및 41150과 함께 벽돌로 막혀 있었다.[1]
- 재정난으로 인해 1963년 판매될 때까지 가족 소유로 남아 있었으며, 에르메농빌 샤토에 보관되어 있었다.[4] 그 후 에베 부가티에게서 부가티 수집가 프리츠 슐룸프에게 넘어갔다.[4]
- 이 차량은 결국 해라 컬렉션으로 들어갔다. 1986년 해라 경매에서 텍사스주 휴스턴 부동산 개발업자 제리 J. 무어가 650만 달러에 구입했다. 그는 1년 동안 소유한 후 도미노 피자 창업자인 톰 모너핸에게 US$ 810만 달러(570만 파운드)에 판매했다.
- 존 셰익스피어로부터 슐룸프 형제가 인수한 41131과 함께 뮐루즈 국립 자동차 박물관에 소장되어 있다.[1]
- 2011년 재현된 차량은 이 차량의 원래 섀시를 사용했다고 주장하며, 41100이 충돌 후 재건축될 때 새로운 섀시 프레임이 사용되었다고 명시하고 있다.[14]

### 41111 - 쿠페 드 빌 바인더

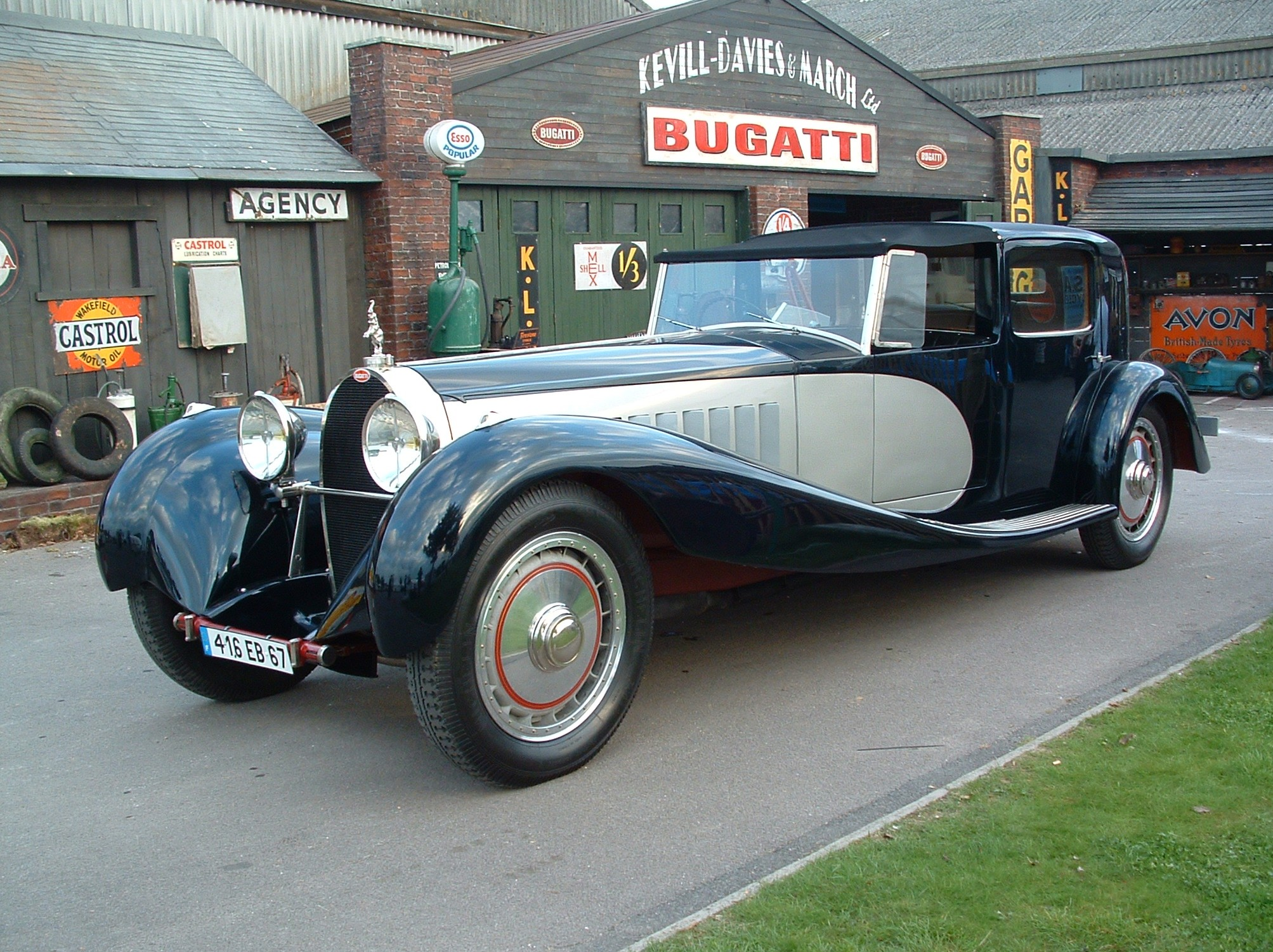
2004년 굿우드 리바이벌의 루아얄 쿠페 드 빌 바인더 41111

- 두 번째로 제작된 차량이지만, 고객에게 판매된 첫 번째 차량은 섀시 번호 41111이다.
- 쿠페 드 빌 바인더로 알려져 있다.
- 1932년 4월 프랑스 의류 제조업체 아르망 에스데르([[:fr:{{{3}}}|프랑스어판]])에게 판매되었다.[4] 에토레의 장남 장은 이 차량을 위해 화려하고 풍성한 차체와 디키 시트는 있지만 헤드램프는 없는 극적인 2인승 오픈 차체를 만들었다.[11] 이 형태로 루아얄 에스데르 로드스터로 알려지게 되었다.[15]
- 프랑스 정치인 레몽 파테노트레에게 구입된 이 차량은[16] 코치빌더 앙리 바인더에 의해 쿠페 드 빌 스타일로 다시 제작되었다.[4] 이때부터 쿠페 드 빌 바인더로 알려졌다.
- 제2차 세계 대전으로 인해 카롤 2세에게 인도되지 못했고,[16] 나치로부터 숨기기 위해 파리 (프랑스)의 하수관에 보관되었다.
- 제2차 세계 대전 후 영국에 잠시 머물렀고, 1954년 미국 더들리 C. 윌슨이 인수했다.[4] 1961년 그가 사망하자 애틀랜타의 은행가 밀스 레인에게 넘어갔다.[4]
- 1964년 네바다주 리노에 있는 해라 컬렉션에 당시 센세이션한 가격인 4만 5천 달러(거의 새 차 가격과 동일)에 판매되었다.[1]
- 1986년 미국의 수집가, 건축업자, 미국 공군 예비역 소장인 윌리엄 라이언에게 판매되었다. 그는 1996년 배럿-잭슨 경매에서 개인 거래로 이 차량을 내놓았지만 1,100만 달러의 제안을 거절했다. 최저 입찰가는 1,500만 달러였다.
- 1999년 폭스바겐 AG에 2,000만 달러에 판매된 것으로 알려져 있으며, 부가티 브랜드의 새 소유주가 되었다. 브랜드 홍보 차량으로 사용되며 다양한 박물관과 장소를 방문하고 있다.

### 41121 - 카브리올레 바인베르거

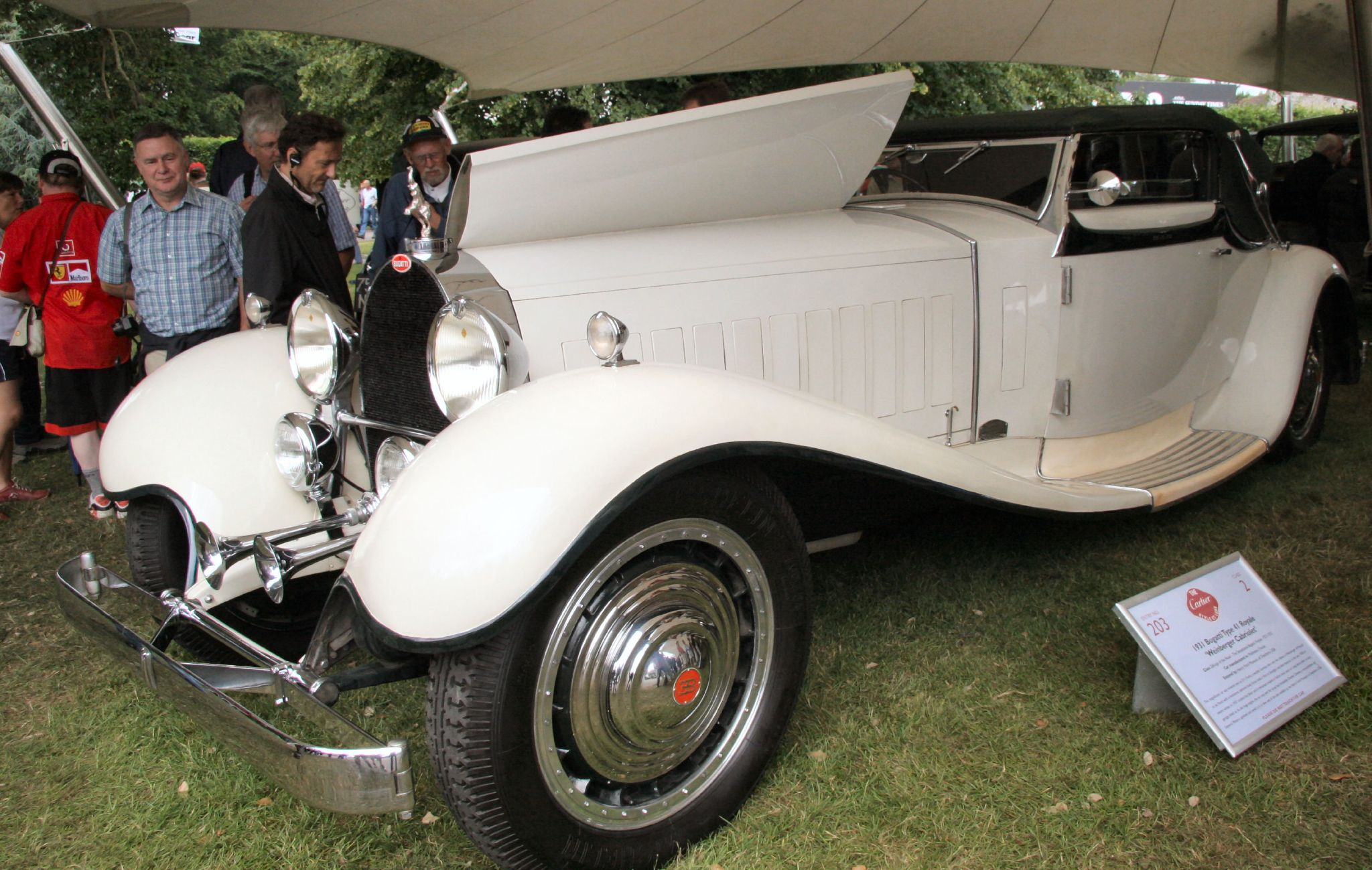
섀시 번호 41121, 부가티 타입 41 루아얄 '바인베르거 카브리올레' 1931

- 세 번째 차량은 섀시 번호 41121이다.
- 카브리올레 바인베르거로 알려져 있다.
- 1932년 독일인 산부인과 의사 조셉 푸흐스에게 판매되었으며, 그는 뮌헨의 코치빌더 루드비히 바인베르거에게 오픈 카브리올레를 제작하도록 지시했다. 검은색에 노란색으로 도색된 이 차량은 1932년 5월 푸흐스 박사에게 인도되었다.[4]
- 전전 독일의 정치적 긴장이 고조되면서, 푸흐스는 스위스로, 그 다음 상하이시로 거주지를 옮긴 후 1937년경 루아얄과 함께 뉴욕으로 영구 이주했다.[17]
- 푸흐스 박사의 소유 시절, 훗날 제너럴 모터스의 법인 엔지니어링 부사장인 찰스 체인의 감탄을 받았다. 체인은 1946년에 뉴욕의 고물상에서 이 차량을 발견하고 75달러에 구입했다.[17] 체인은 1940년대와 1950년대에 인상적인 클래식 자동차 컬렉션을 구축했다.
- 체인은 이 차량을 운행할 수 있도록 수리한 후, 성능을 향상시키기 위해 개조했다. 그는 1947년까지 1만 달러 이상을 지출했다고 전해지며, 완성된 차량에는 기존의 단일 유닛 대신 4개의 기화기가 장착된 새로운 흡기 매니폴드, 굴색 흰색에 짙은 녹색 트림의 새로운 도색, 그리고 새로운 컨버터블 루프가 특징이었다.
- 1957년 체인은 이 차량을 미시간주 디어본에 위치한 헨리 포드 박물관에 기증했으며, [언제?] 현재까지 그곳에 있다.[17] 관련 명판에는 다음과 같이 전체적으로 적혀 있다: "1931 부가티 루아얄 타입 41 카브리올레, 에토레 부가티, 몰샤임, 프랑스, 바인베르거 제작 차체, OHC, 직렬 8기통, 300마력, 779 cu.in. 배기량, 7,035 lb (3,191 kg). 원래 가격: $43,000, 찰스와 에스더 체인 기증."

### 41131 - 리무진 파크-워드

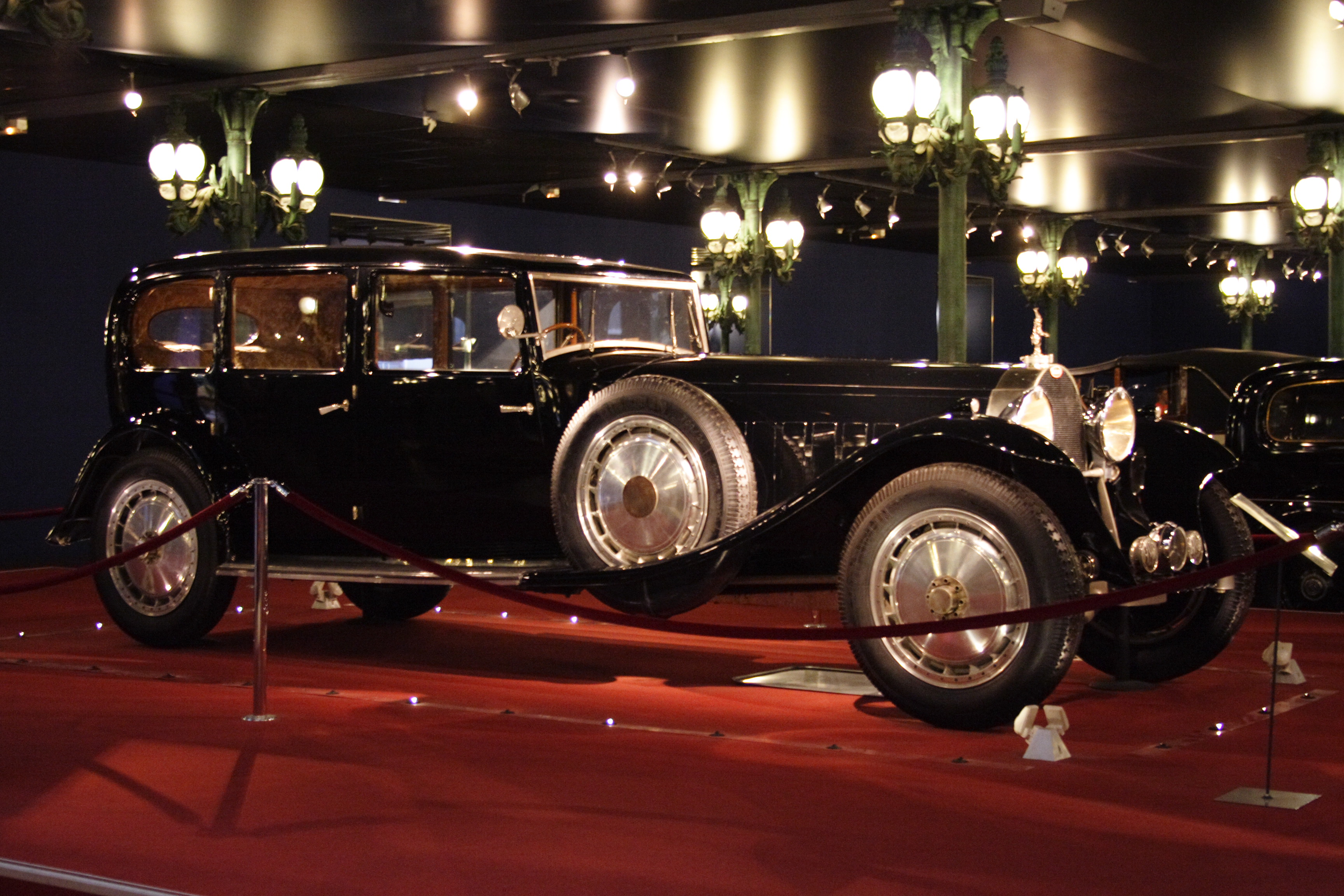
섀시 번호 41131, 리무진 파크-워드로 알려져 있으며, 뮐루즈 국립 자동차 박물관에 소장되어 있다.

- 네 번째 차량은 섀시 번호 41131이다.
- 포스터 차량 또는 리무진 파크-워드로 알려져 있다.[1]
- 1933년 영국인 쿠스버트 W. 포스터 대위에게 판매되었는데, 그는 미국인 어머니를 통해 보스턴의 대형 백화점인 조던 마쉬의 창립자 에벤 조던의 상속자였다.[1] 포스터는 자신이 소유했던 1921년형 다임러 스타일로 파크 워드에서 이 차량을 위한 리무진 차체를 제작했다.[1]
- 1946년 영국 부가티 딜러 잭 레몬 버튼이 약 700파운드에 인수했으며, 그는 거대한 타이어를 대포용 타이어로 교체해야 했고, 이로 인해 펜더에서 스커트를 제거해야 했다.
- 1956년 6월/7월에 미국 부가티 수집가 존 셰익스피어에게 판매되어, 당시 가장 큰 부가티 컬렉션의 일부가 되었다. 셰익스피어는 이 차량을 완벽한 상태로 3,500파운드에 구입했다. 이는 1956년 수집가 차량으로서는 상당한 가격이었다. 그 해에 전시 상태의 듀센버그 SJ 두 대를 같은 가격에 구입할 수 있었다. 1956년 페라리 신차도 이 가격대에서 시작되었다.
- 재정 문제에 직면하여, 1963년 셰익스피어는 그의 자동차 컬렉션을 프리츠 슐룸프에게 판매했다.
- 슐룸프 컬렉션의 일부[18]
- 부가티 저택에서 형제 슐룸프가 인수한 41100과 함께 뮐루즈 국립 자동차 박물관에 소장되어 있다.[1]

### 41141 - 켈너 자동차
- 다섯 번째 차량은 섀시 번호 41141이다.
- 켈너 자동차로 알려져 있다.
- 팔리지 않아 부가티가 소유하고 있었다.
- 제2차 세계 대전 중 나치에게 징발되는 것을 피하기 위해 부가티 가족의 에르메농빌 자택에 41100 및 41150과 함께 벽돌로 막혀 있었다.[1]
- 1950년 여름, 에베 부가티가 41150과 함께 미국의 르망 (프랑스) 레이서 브릭스 커닝햄에게 FR₣ 200,000 (US$571)과 전후 프랑스에서는 구할 수 없었던 제너럴 일렉트릭 냉장고 두 대를 대가로 판매했다.[1] 프랑스 프랑은 전쟁 직후 몇 년 동안 대폭 평가 절하되었다는 점을 명심해야 한다. 냉장고는 감사의 표시로 포함되었다. 차량은 거칠었지만 운전 가능했다. 냉장고를 고려하면, 그는 본질적으로 각 차량에 약 600달러를 지불했다. 복원 비용은 총 약 100만 프랑, 즉 각 차량에 2,858달러로 총 비용을 증가시킬 것이다. 차량은 1951년 1월 미국으로 배송되었다.
- 1986년 박물관을 폐쇄한 후,[19] 1987년 이 차량은 크리스티스에 의해 브릭스 커닝햄 컬렉션에서 직접 판매되었으며, 로열 앨버트 홀에서 550만 파운드 또는 970만 달러에 스웨덴 부동산 재벌 한스 툴린([[:sv:{{{3}}}|스웨덴어판]])에게 판매되었다.
- 이 차량은 1989년 라스베이거스에서 크루제에 의해 경매에 나왔다. 에드 위버는 1,150만 달러를 입찰했지만, 툴린은 최저 입찰가가 1,500만 달러였기 때문에 거절했다. 그의 제국이 붕괴되자, 툴린은 1990년에 1,570만 달러에 일본 기업 메이텍 코퍼레이션(일본어판)에 판매한 것으로 알려졌으며,[20] 2001년 본햄스 & 브룩스에 의해 1,000만 파운드에 개인 거래로 판매되기 전까지 그들의 현대식 건물 지하에 보관되었다.[1]
- 현재 소유주는 알려져 있지 않지만, 최근 몇 년 동안 스위스 브로커 루카스 후니가 전시했다.[21]

### 41150 - 베를린 드 부아야주
- 여섯 번째 차량은 섀시 번호 41150이다.
- 베를린 드 부아야주로 알려져 있다.

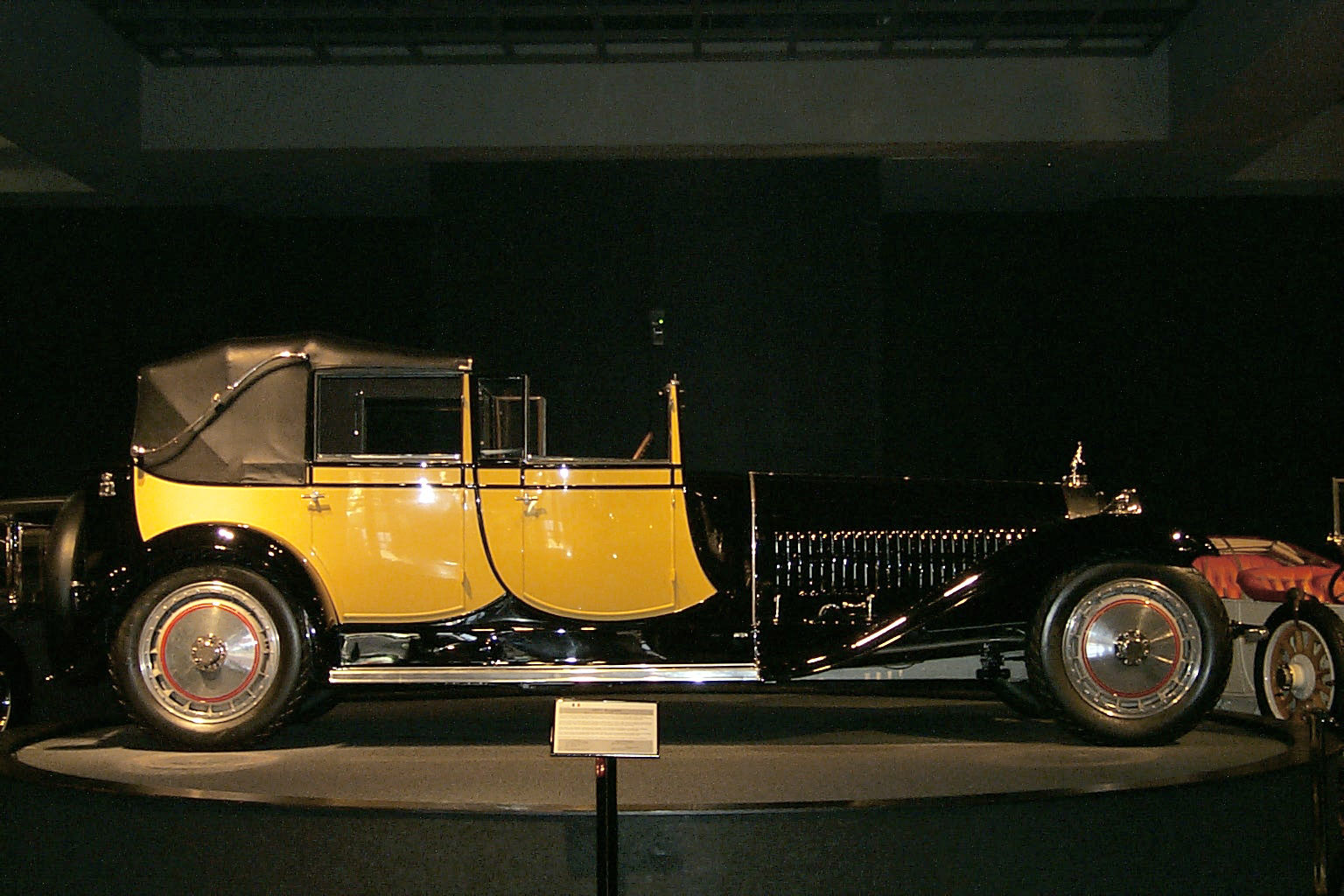
섀시 번호 41150, 부가티 타입 41 루아얄 베를린 드 부아야주 1929

- 팔리지 않아 부가티가 소유하고 있었다.
- 제2차 세계 대전 중 나치에게 징발되는 것을 피하기 위해 부가티 가족의 에르메농빌 자택에 41100 및 41141과 함께 벽돌로 막혀 있었다.[1]
- 1950년 여름, 에베 부가티가 41141과 함께 미국의 르망 (프랑스) 레이서 브릭스 커닝햄에게 FR₣ 200,000 (US$571)과 전후 프랑스에서는 구할 수 없었던 제너럴 일렉트릭 냉장고 두 대를 대가로 판매했다.[1] 프랑스 프랑은 전쟁 직후 몇 년 동안 대폭 평가 절하되었다는 점을 명심해야 한다. 냉장고는 감사의 표시로 포함되었다. 차량은 거칠었지만 운전 가능했다. 냉장고를 고려하면, 그는 본질적으로 각 차량에 약 600달러를 지불했다. 복원 비용은 총 약 100만 프랑, 즉 각 차량에 2,858달러로 총 비용을 증가시킬 것이다. 차량은 1951년 1월 미국으로 배송되었다.
- 미국 도착 후, 커닝햄은 41150을 1952년 초에 캐머런 펙에게 약 6,500달러(당시 수집가 차량으로 최고가 중 하나였으며, 커닝햄은 상당한 이익을 얻었다)에 판매했다.
- 1991년, 도미노 피자의 창립자 톰 모너핸은 41150을 8백만 달러에 판매했는데, 이는 그가 1987년 제리 J. 무어로부터 구입한 570만 파운드보다 실제로 적은 금액이었다.
- 이 차량은 캘리포니아 댄빌의 블랙호크 컬렉션에 판매되었으며, 여러 차례 전시되었다.
- 이후 블랙호크 박물관에서 '알 수 없는 구매자'에게 판매되었다. 이것이 폭스바겐인지, 아니면 한국에서 보존되고 있는 한국인 투자자인지는 불분명하다.

### 프랑스 국유 철도 프랑스 국유 철도

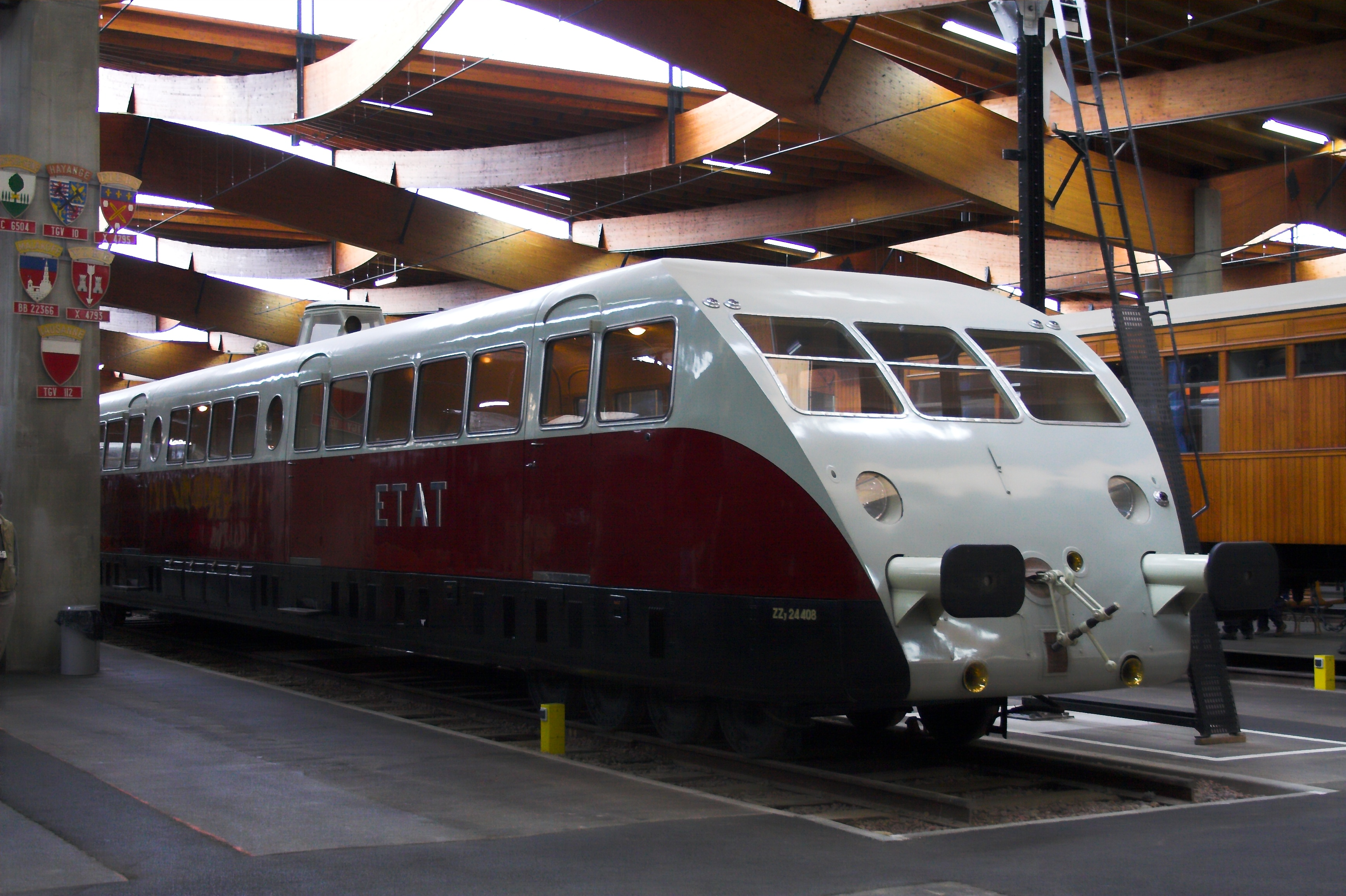
루아얄을 위해 의도된 대부분의 엔진은 출력이 저하되어 일련의 고속 부가티 동차에 사용되었다.

최종 루아얄이 제작된 후 남은 23개의 엔진을 활용하기 위해 부가티는 8기통 유닛 중 두 개 또는 네 개의 엔진으로 구동되는 철도 차량을 제작했다. 프랑스 국영 철도 프랑스 국유 철도를 위해 79대가 제작되었으며, 추가로 186개의 엔진이 사용되었고, 마지막 차량은 1956년 또는 1958년(자료마다 다름)까지 정기적으로 사용되었다. 이 철도 차량은 루아얄 프로젝트를 경제적 실패에서 부가티의 상업적 성공으로 전환시켰다. 엔진은 약 200마력만 생산하도록 출력이 저하되었지만, 이 형태에서도 뛰어난 성능을 제공했다. 철도 차량 중 하나는 43.9 마일 (70.7 km) 동안 122 mph (196 km/h)의 세계 평균 속도 기록을 세웠다.
 위키미디어 공용에 부가티 철도 차량 관련 미디어 자료가 있습니다.

## 기술 데이터
|                  | 타입 41                                |
| ---------------- | -------------------------------------- |
| 엔진:            | 전방 장착 8기통 직렬 기관              |
| 배기량:          | 12,763 cc (779 cu in)                  |
| 보어 x 스트로크: | 125 x 130 mm                           |
| 최대 출력 (rpm): | 1800 rpm에서 300 hp                    |
| 밸브 제어:       | 1 오버헤드 캠축, 실린더당 3 밸브, SOHC |
| 압축비:          |                                        |
| 기화기:          | 부가티 기화기 1개                      |
| 유도:            | 자연 흡기                              |
| 변속기:          | 3단 수동                               |
| 현가장치 전방:   | 액슬, 반타원 리프 스프링, 마찰 댐퍼    |
| 현가장치 후방:   | 액슬, 쿼터 타원 리프 스프링, 마찰 댐퍼 |
| 제동기:          | 케이블 작동식 드럼                     |
| 섀시 & 차체:     | 사다리 프레임 위에 차체                |
| 축간거리:        | 430 cm (169 in)                        |
| 건조 중량:       | 3175 kg                                |
| 최고 속도:       | 201 km/h (125 mph)                     |

## 확장 생산

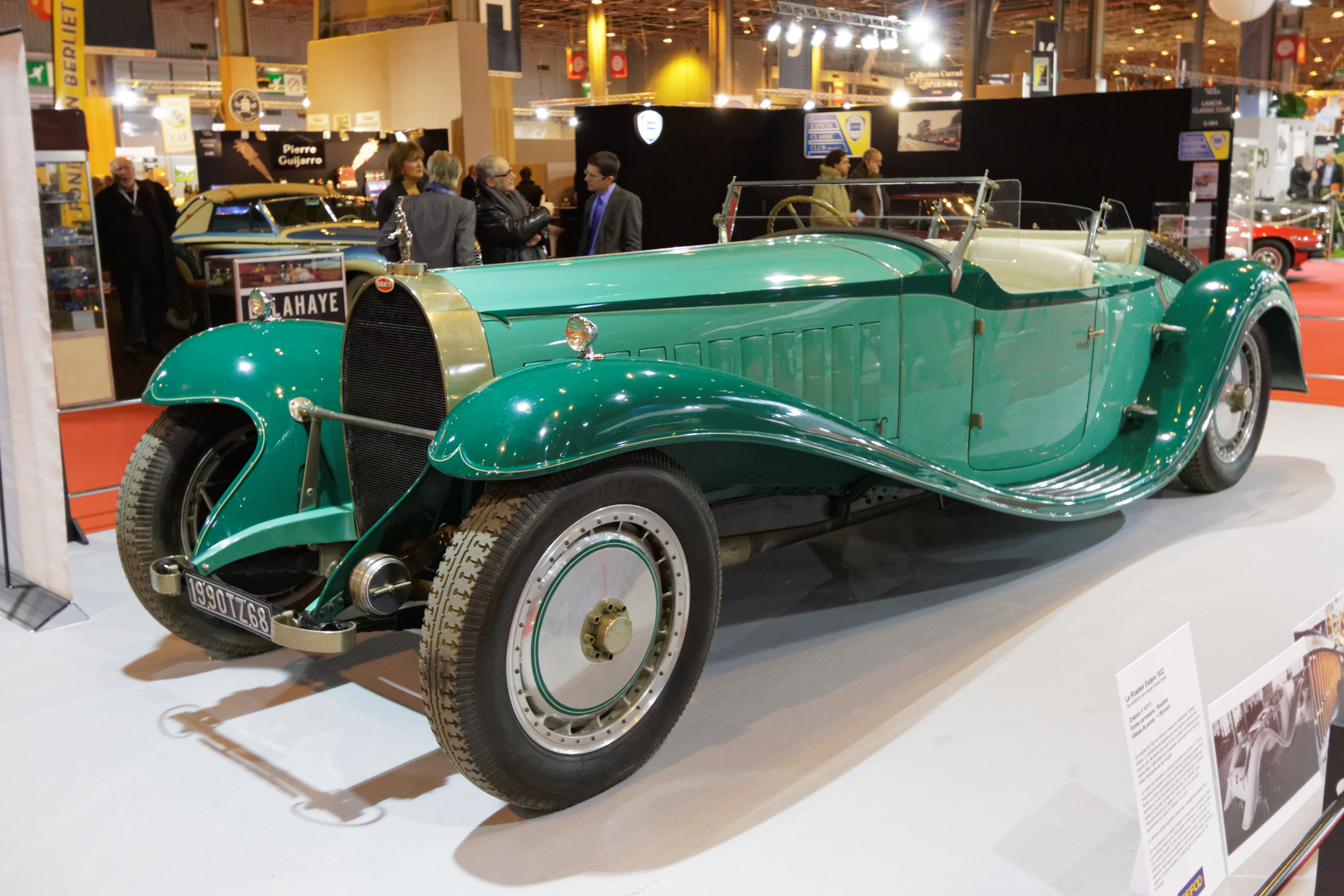
2015년 레트로모빌에서 전시된 슐룸프 형제의 루아얄 에스데르 쿠페 복제품

세계 최고의 부가티 수집가인 슐룸프 형제는 섀시 41111의 원래 아르망 에스데르 박사 쿠페 차체를 너무 좋아해서, 부가티 오리지널 부품을 사용하여 그 자동차의 복제품을 만들었다. 현재 이 차량은 그들이 구입한 두 대의 원본 차량과 함께 뮐루즈 국립 자동차 박물관에 소장되어 있다.

## 복제품

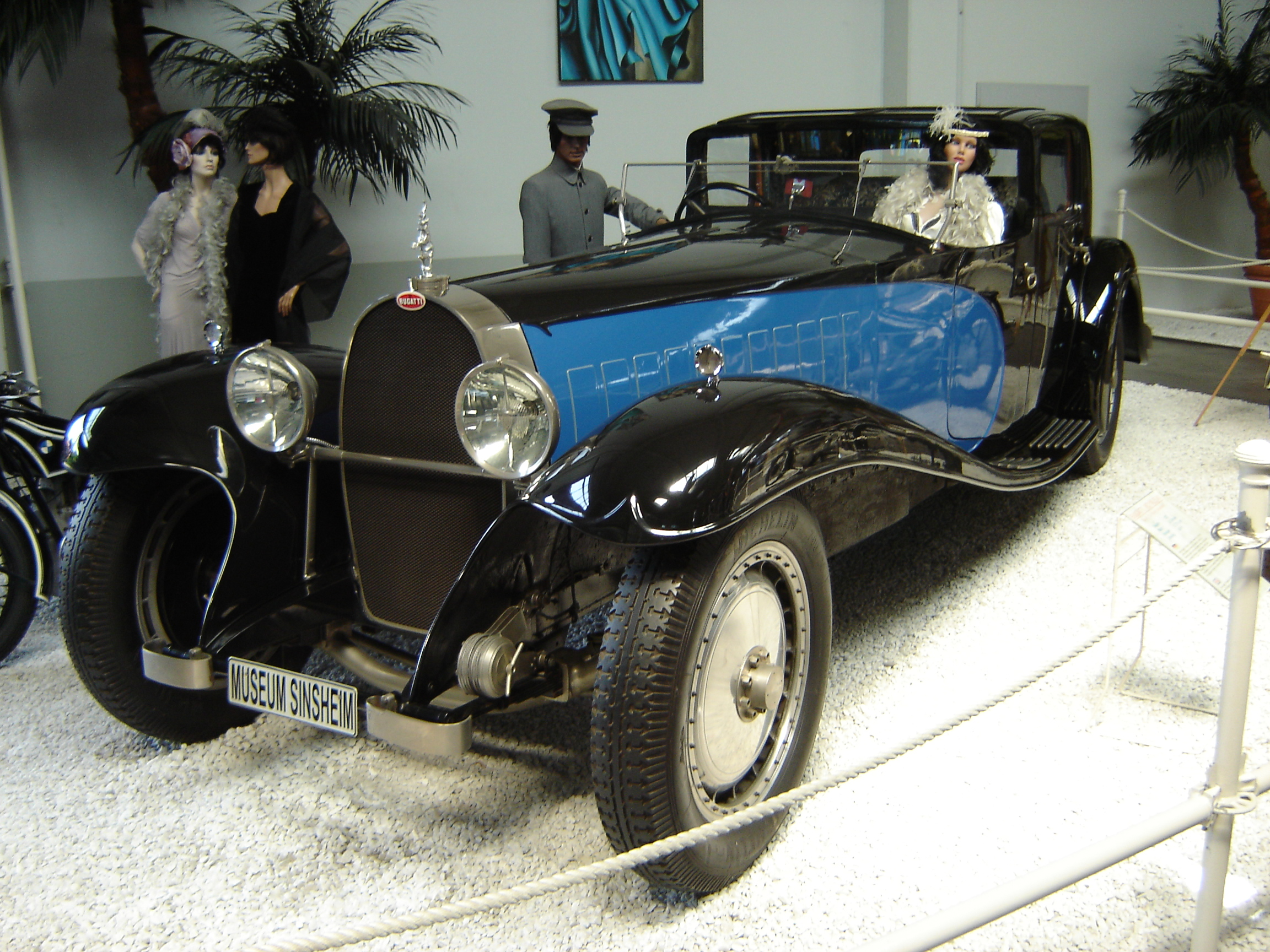
레부스 프랑스 영화를 위해 미국 V8 엔진으로 제작된 쿠페 나폴레옹 복제품, 현재 진스하임 자동차 및 기술 박물관에 소장되어 있다.

타입 41의 희귀성과 그에 따른 가격을 고려할 때, 복제품이 만들어진 것은 놀랄 일이 아니다.
고인이 된 톰 휘트크로프트는 부가티 개인 차량인 쿠페 나폴레옹 (섀시 번호 41100)의 정확한 복제품을 영국의 도닝턴 그랑프리 컬렉션을 위해 애쉬턴 케인스 빈티지 복원(AKVR)에 의뢰했다. 이 차량은 이후 판매되어 컬렉션을 떠났다. 복제품이 너무 훌륭해서, 켈너 차량에 교체 피스톤이 필요했을 때, 당시 일본인 소유주들은 AKVR의 일부인 사우스 서니 엔지니어링에 교체품을 제공하도록 의뢰했다.
2008년 5월 24일, 덴마크 왕자 요아킴은 마리 공주(구 마리 카발리에)와의 결혼식 날 휘트크로프트의 복제품을 묄게퇴더 교회 밖에 대기시켜 새로 결혼한 부부를 샤켄보르 성으로 데려다 주었다.
2011년 네덜란드 회사 Hevec Classics가 몰샤임 페스티벌에서 41100 패커드 프로토타입의 재건축품을 선보였다. 이 차량은 원래 프로토타입 섀시 프레임 및 기타 부품을 사용했다고 주장하며, 초기에는 복제품 엔진(톰 휘트크로프트 제작)이 장착되었다.
2016년, 패커드 프로토타입을 재건축한 동일한 팀이 프랑크 슬롭스마의 지휘 아래 독일 슈투트가르트에서 열린 RETRO CLASSICS 쇼에서 루아얄 에스데르 로드스터의 새로운 복제품을 공개했다.
1년 후 이 동일한 팀은 몬도르프 클래식 데이 & 콩쿠르 델레강스에서 41100 루아얄 프로토타입의 웨이만 코치 버전의 일부 완성된 복제품을 선보였다. 팀이 제작한 세 대의 복제품 모두가 쇼에 전시되었으며, 이들은 알려지지 않은 네덜란드인 소유주를 위해 제작되었다.
진스하임 자동차 및 기술 박물관에는 1968년 영화 레부스를 위해 제작된 41100 쿠페 나폴레옹의 복제품이 있다.
훨씬 작은 팬더 드 빌 (1974년에서 1985년까지 생산)은 의식적으로 타입 41을 닮았다.

## 재회
1985년 페블 비치 자동차 전시회에서 6대의 차량 모두가 함께 전시되었다.
2007년, 루아얄의 출시 80주년을 기념하기 위해 6대의 차량 중 5대가 굿우드 페스티벌 오브 스피드에 전시되었다.

## 허구 속에서
부가티 루아얄은 가이 프레이저-샘슨의 2012년 저서 『루시아 휴가 중』에 등장하며, E.F. 벤슨의 『맵과 루시아』 시리즈 소설의 추가 작품이다. 이야기 속에서 맵-플린트 소령은 마하라자에게 파리에서 벨라지오까지 자동차를 운전해달라는 요청을 받지만, 그는 너무 형편없이 운전하고 많은 손상을 입혀 마하라자는 자동차를 코모 호수에 빠뜨리게 한다.
부가티 루아얄 41150 베를린 드 부아야주 1931년형은 재스퍼 포드의 『마지막 드래곤슬레이어』 시리즈 3권인 2014년 저서 『졸타르의 눈』 전반에 걸쳐 등장한다. 이 자동차는 책에서 10번 언급된다. 주인공 제니퍼 스트레인지는 자신이 선택한 자동차에 대해 "여러 대를 본 후 나는 부가티 로얄이라는 거대한 빈티지 자동차를 선택했다. 안은 호화롭게 편안했고, 밖은 보닛이 너무 길어서 안개가 낀 날씨에는 보닛 장식조차 알아보기 어려웠다."라고 묘사한다.
부가티 로얄은 데이비드 그로스만의 저서 『지그재그 키드』에 등장한다.
피 묻은 붉은 부가티 타입 41 로얄 쿠페 드 빌은 레슬리 차터리스의 『세인트에 대한 복수』(더블데이 1964, 해리 해리슨 대필)에 사이먼 템플러를 위한 렌터카로 등장한다.
부가티 로얄은 클라이브 커슬러 소설 『난파선』에 등장했다.
도널드 스탠우드의 『일곱 번째 로얄』은 히틀러가 로얄을 얻으려는 시도와 그를 막으려는 노력에 대한 이야기이다.

## 같이 보기
- 롤스로이스 팬텀 IV - 왕족에게 판매하기 위해 고안된 또 다른 고급 자동차 모델.

## 내용주
1. 1 2 3 4 5 6 7 8 9 10 11 12 13 14 15  Buckley 2002.
2. ↑  Pattinson 2009, 1, 4, 5쪽.
3. ↑  Kimes 1990, 640쪽.
4. 1 2 3 4 5 6 7 8 9 10 11 12 13 14 15 16 17 18 19 20 21 22  Conway 1969, 17–20쪽.
5. 1 2 3 4  Rogliatti 1973, 232쪽.
6. ↑  “1926 Bugatti Type 41 Royale”. 2011년 2월 19일.
7. ↑  “Bugatti Type 41 Royale”. 2016년 4월 23일.
8. ↑  “Bugatti Legends Type 41 La Royale – A royal vehicle |”.
9. 1 2  Kimes 1990, 632쪽.
10. 1 2  Rogliatti 1973, 233쪽.
11. 1 2 3  Cheetham, Craig (2004). 《Vintage Cars - The Finest Prewar Automobiles》. Rochester, United Kingdom: Grange Books. 54쪽. ISBN 1840136359.
12. ↑  “Royale Driving Report”. bugatti.com. 2013년 3월 9일에 원본 문서에서 보존된 문서. 2013년 7월 15일에 확인함.
13. ↑  “car 1 - BugattiRoyale.comBugattiRoyale.com”. 2019년 6월 30일에 원본 문서에서 보존된 문서.
14. 1 2  “Bugatti: 2011 news”. 《www.bugattipage.com》. 2022년 8월 26일에 확인함.
15. ↑  “The Most Beautiful Bugatti Royale Ever Made”. bugattipage.com. 2009년 1월 3일에 확인함.
16. 1 2 3  “Bugatti Type 41 Royale Binder Coupe de Ville”. ultimatecarpage.com. 2009년 1월 1일에 확인함.
17. 1 2 3  “Bugatti Type 41 Royale Weinberger Cabriolet”. ultimatecarpage.com. 2009년 1월 1일에 확인함.
18. ↑  “Bugatti Type 41 Royale Park Ward Limousine”. ultimatecarpage.com. 2009년 1월 1일에 확인함.
19. ↑  “The Cunningham Museum”. briggscunningham.com. 2008년 9월 22일에 원본 문서에서 보존된 문서. 2009년 1월 1일에 확인함.
20. ↑  “Kellner Bugatti T41 Royale”. coachbuild.com. 2009년 2월 14일에 원본 문서에서 보존된 문서. 2009년 1월 1일에 확인함.
21. ↑  “Bugatti Type 41 Royale Kellner Coach”. ultimatecarpage.com. 2009년 1월 1일에 확인함.
22. ↑  Elin Hansson (2017년 4월 9일). 《prins Joachim och prinsessan Maries bröllop 2008/Denmarks prince wedding 2008》.  1:19:33에 발생. 2024년 6월 29일에 확인함 – YouTube 경유.
23. ↑  “Bugatti: 2016 news”. 《www.bugattipage.com》. 2022년 8월 26일에 확인함.
24. ↑  “Bugatti: 2017 news”. 《www.bugattipage.com》. 2022년 8월 26일에 확인함.
25. ↑  “All Six Bugatti Royale Cars Displayed Together For First Time”. 《AP News Archive》. Associated Press. 1985년 8월 27일.
26. ↑  “2007 Goodwood Festival of Speed: Bugatti Royales”. autoblog.com. 2007년 6월 25일. 2020년 12월 16일에 확인함.
27. ↑  Stanwood, Donald A. (1987). 《The Seventh Royale》. Atheneum. ISBN 0689114494.